# Renault Laguna
Renault Laguna este o mașină din clasa mare produsă de compania franceză Renault. Modelul a fost lansat în anul 1994, în anul 2000 a fost lansată a doua generație a modelului, în anul 2007 a fost lansată a treia generație.

## Prima generație
Renault Laguna hatchback a fost lansată în prima parte a anului 1994, înlocuind astfel modelul Renault 21 hatchback (liftback în franceză), iar versiunea break (sau estate) a fost lansată în anul 1995 sub numele Laguna Grandtour care a înlocuit modelul modelul Renault 21 Nevada. La capitolul motorizări, Laguna dispunea de trei propulsoare pe benzină 1.6, 1,8 și 2,0 litri și unul diesel de 2,2 litri. În anul 1995 a fost lansat un motor V6 de 3.0 litri cu o transmisie automată.
Treptat paleta de dotări standard a primit noi echipamente, astfel modelul Laguna beneficia de geamuri cu deschidere electrică pentru geamurile față, airbag pentru șofer. Pe lista opționalelor se remarcă dublul-airbag, Sistemul de antiblocare al roților (ABS), aer condiționat, lector CD.
În anul 1998, Laguna trece printr-o operație de restilizare, care se găseau la nivelul farurilor și a oglinzilor retrovizoare.

## A doua generație

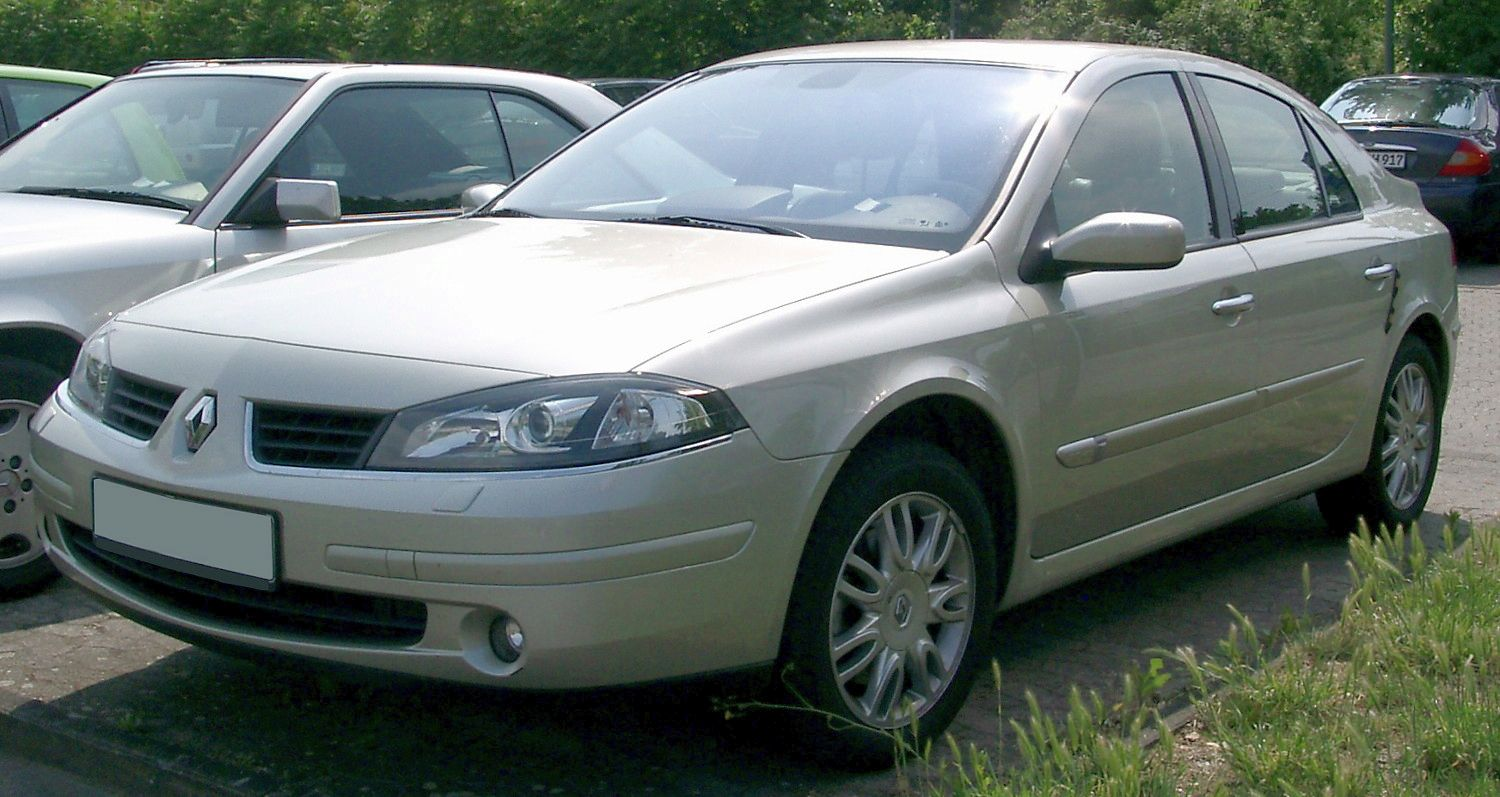
Renault Laguna 2007: restilizare

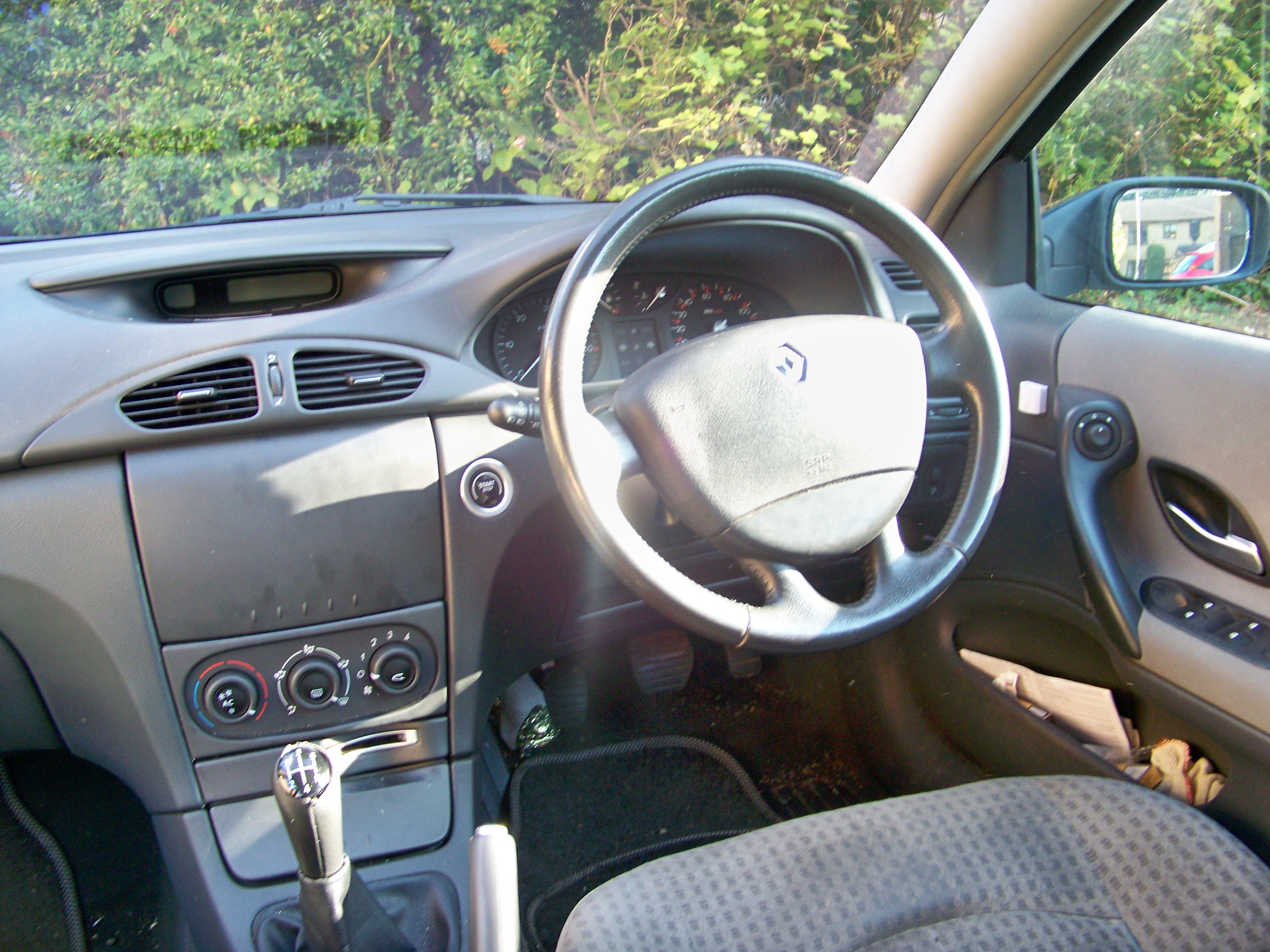
Laguna Expression

La sfârșitul anului 2001, după șase ani de producție, este lansată a doua generație a modelului Laguna, aceasta aduce o premieră la nivel european, fiind prima mașină care obține 5 stele din 5 la testele de siguranță a pasagerilor, test realizat de EuroNCAP. Accesul în mașină și pornirea motorului se realiza cu ajutorul unui card care a înlocuit clasica cheie. Din 2000 și până în 2007 modelul a mai suferit câteva stilizări minore.

### Motorizări
- 1.6 L (1598 cc) 16-valve I4; 110 bhp (82 kW; 112 CP) ; viteza maximă: 195 km/h; 0–100 km/h; 11.5 s 2001-2005
- 1.6 L (1598 cc) 16-valve I4; 115 bhp (86 kW; 117 CP) ; viteza maximă: 197 km/h; 0–100 km/h; 11.5 s 2005-2007
- 1.8 L (1783 cc) 16-valve I4; 123 bhp (88 kW; 120 CP) ; viteza maximă: 201 km/h; 0–100 km/h; 10.8 s 2001-2005
- 2.0 L (1998 cc) 16-valve I4; 135 bhp (101 kW; 137 CP) ; viteza maximă: 205 km/h; 0–100 km/h; 9.9 s 2002-2005
- 2.0 L (1998 cc) 16-valve I4; 135 bhp (101 kW; 137 CP) ; viteza maximă: 207 km/h; 0–100 km/h; 9.8 s 2005-2007
- 2.0 L (1998 cc) 16-valve IDE I4; 140 bhp (104 kW; 142 CP) ; viteza maximă: 210 km/h; 0–100 km/h; 9.8 s 2001-2003
- 2.0 L (1998 cc) 16-valve T I4; 163 bhp (122 kW; 165 CP) ; viteza maximă: 218 km/h; 0–100 km/h; 8.5 s 2003-2005
- 2.0 L (1998 cc) 16-valve T I4; 170 bhp (127 kW; 172 CP) ; viteza maximă: 223 km/h; 0–100 km/h; 8.4 s 2005-2007
- 2.0 L (1998 cc) 16-valve T I4; 205 bhp (153 kW; 208 CP) ; viteza maximă: 235 km/h; 0–100 km/h; 7.2 s 2005-2007
- 3.0 L (2946 cc) 24-valve V6; 210 bhp (157 kW; 213 CP) ; viteza maximă: 235 km/h; 0–100 km/h; 8.1 s 2001-2005
- 3.0 L (2946 cc) 24-valve V6; 210 bhp (157 kW; 213 CP) ; viteza maximă: 235 km/h; 0–100 km/h; 8.0 s 2005-2007
- 1.9 L (1870 cc) 8-valve dCi I4; 92 bhp (69 kW; 93 CP) ; viteza maximă: 183 km/h; 0–100 km/h; 14.2 s 2004-2005
- 1.9 L (1870 cc) 8-valve dCi I4; 92 bhp (69 kW; 93 CP) ; viteza maximă: 182 km/h; 0–100 km/h; 13.6 s 2005-2006
- 1.9 L (1870 cc) 8-valve dCi I4; 101 bhp (75 kW; 102 CP) ; viteza maximă: 185 km/h; 0–100 km/h; 13.0 s 2001-2005
- 1.9 L (1870 cc) 8-valve dCi I4; 110 bhp (82 kW; 112 CP) ; viteza maximă: 194 km/h; 0–100 km/h; 12.3 s 2005-2005
- 1.9 L (1870 cc) 8-valve dCi I4; 110 bhp (82 kW; 112 CP) ; viteza maximă: 194 km/h; 0–100 km/h; 12.1 s 2005-2007
- 1.9 L (1870 cc) 8-valve dCi I4; 120 bhp (88 kW; 120 CP) ; viteza maximă: 210 km/h; 0–100 km/h; 10.7 s 2001-2005
- 1.9 L (1870 cc) 8-valve dCi I4; 120 bhp (89 kW; 122 CP) ; viteza maximă: 202 km/h; 0–100 km/h; 10.7 s 2005-2007
- 1.9 L (1870 cc) 8-valve dCi I4; 130 bhp (97 kW; 132 CP) ; viteza maximă: 204 km/h; 0–100 km/h; 10.2 s 2005-2007
- 2.0 L (1995 cc) 16-valve dCi I4; 150 bhp (112 kW; 152 CP) ; viteza maximă: 215 km/h; 0–100 km/h; 8.9 s 2005-2007
- 2.0 L (1995 cc) 16-valve dCi I4; 175 bhp (130 kW; 177 CP) ; viteza maximă: 225 km/h; 0–100 km/h; 8.4 s 2005-2007
- 2.2 L (2188 cc) 16-valve dCi I4; 150 bhp (112 kW; 152 CP) ; viteza maximă: 215 km/h; 0–100 km/h; 9.8 s 2002-2005

## Cea de-a treia generație
Renault Laguna III a fost anunțat oficial într-un anunț de presă din 4 iunie 2007. Modelul a fost prezentat la Frankfurt Motor Show în septembrie, iar comercializarea a început din octombrie 2007. Inițial au fost disponibile două caroserii, un liftback cu 5-uși, și un estate cu 5-uși. Cea de-a treia generație are la bază platforma D, pe care o împarte cu Nissan Altima și Nissan Murano. Laguna III este primul autovehicul care a trecut prin centrul de compatibilitate electro-magnetică  Aubevoye Technical Centre în faza de proiectare.

### Laguna Coupe
Modelul Laguna Coupe a fost prezentat în premieră la Salonul Auto de la Paris din 2008, fiind dezvoltată pe baza conceptului Renault Fluence prezentat în 2007 la Frankfurt Motor Show. Modelul se deosebește stilistic și comportamental de variantele deja lansate.

### Motorizare
- 1.6 L (1598 cc) 16-valve I4; 110 cp (79 kW); viteza maximă: 192 km/h; 0–100 km/h; 11.7 s 2007-
- 2.0 L (1997 cc) 16-valve I4; 140 cp (103 kW); viteza maximă: 210 km/h; 0–100 km/h; 9.1 s 2007-
- 2.0 L (1998 cc) 16-valve T I4; 170 cp (125 kW); viteza maximă: 220 km/h; 0–100 km/h; 9.2 s 2007-
- 1.5 L (1461 cc) 8-valve dCi I4; 110 cp (81 kW); viteza maximă: 192 km/h; 0–100 km/h; 12.1 s 2007-
- 2.0 L (1995 cc) 16-valve dCi I4; 130 cp (96 kW); viteza maximă: 204 km/h; 0–100 km/h; 10.6 s 2007-
- 2.0 L (1995 cc) 16-valve dCi I4; 150 cp (110 kW); viteza maximă: 210 km/h; 0–100 km/h; 9.5 s 2007-
- 2.0 L (1995 cc) 16-valve dCi I4; 180 cp (127 kW); viteza maximă:  220 km/h; 0–100 km/h; 8.7 s 2007-